# Cadillac Celestiq
La Cadillac Celestiq est une limousine de luxe électrique du constructeur automobile américain Cadillac produite à partir de 2024.

## Présentation

Cadillac Celestiq Concept (2022)

La Cadillac Celestiq est annoncée par le constructeur américain dans le cadre du Consumer Electronics Show 2021, puis présentée officiellement le 18 octobre 2022 avec la présentation du show car Cadillac Celestiq Concept très proche de la série.
La production entièrement réalisée à la main est lancée en janvier 2024 sur le site du Technical Center de Warren, dans le Michigan

## Caractéristiques techniques
La Celestiq repose sur la plateforme technique Ultium dédiée aux modèles électriques du groupe General Motors, qu'elle partage avec le GMC Hummer EV.

### Motorisation
La Cadillac Celestiq est dotée de deux moteurs électriques (un par essieu), lui procurant une transmission intégrale, pour une puissance cumulée de 600 ch et 867 N m de couple, et alimentés par une batterie d’une capacité de 111 kWh offrant une autonomie de 480 km.

## Concept car
En juillet 2024, le constructeur présente le concept car Cadillac Sollei, cabriolet basé sur la Celestiq.